# Sentimentai
Sentimentai è un singolo della cantante lituana Monika Liu, pubblicato il 18 gennaio 2022 come primo estratto dal primo album in studio Kodėl tu čia?.
È stato premiato col M.A.M.A. alla canzone dell'anno.

## Descrizione
Il 7 dicembre 2021 è stato annunciato che con Sentimentai Monika Liu avrebbe preso parte a Pabandom iš naujo! 2022, il programma di selezione del rappresentante lituano all'annuale Eurovision Song Contest. Scritto in lingua lituana a due mani dalla stessa interprete, il singolo è stato pubblicato in digitale il 18 gennaio 2022 e presentato dal vivo tre giorni dopo durante un quarto di finale della rassegna. Monika Liu si è classificata prima fra i 12 partecipanti, ottenendo il massimo dei punti da giuria e televoto. La settimana successiva Sentimentai ha debuttato in vetta alla classifica lituana, l'unico fra i 34 brani partecipanti a Pabandom iš naujo! a piazzarsi nell'intera top 100. Nella finale del 12 febbraio ha nuovamente ottenuto il massimo dei punti da giuria e televoto, diventando di diritto la rappresentante lituana a Torino. Sentimentai è stato il primo brano eurovisivo cantato in lituano dall'edizione del 1999.
Nel maggio successivo, dopo essersi qualificata dalla prima semifinale, Monika Liu si è esibita nella finale eurovisiva, dove si è piazzata al 14º posto su 25 partecipanti con 128 punti totalizzati.

## Tracce
Testi e musiche di Monika Liubinaitė.
1. Sentimentai – 3:00

## Classifiche

### Classifiche settimanali
| Classifica (2022) | Posizione massima |
| ----------------- | ----------------- |
| Lituania          | 1                 |

### Classifiche di fine anno
| Classifica (2022) | Posizione |
| ----------------- | --------- |
| Lituania          | 7         |